# كوليفيرو
كوليفيرو هي بلدة تقع في مقاطعة روما في لاتسيو في إيطاليا . يوجد في البلدة ملعبان .

## السكان
في سنة 1871 بلغ عدد السكان 920 نسمة، وتطور العدد ليصل في سنة 2011 لـ 22٬142 نسمة.
يظهر هذا المخطط البياني تطور النمو السكاني لـ كوليفيرو

## توأمة
لكوليفيرو اتفاقيات توأمة مع كل من:
- كولمينار فيجو
- توروكبالينت [الإنجليزية]‏

## أعلام
- لورينزو رانيلي
- إيفا روسو